# Прудки (Починковский район)
Прудки́ — деревня в Смоленской области России, в Починковском районе. Административный центр Прудковского сельского поселения.

## География
Расположена в центральной части области, в 3 км к западу от Починка у автодороги А141 Орёл — Витебск.   Рядом расположены деревни Прудки-1 (519 жителей) и Прудки-2 (210 жителей), которые сливаются в одну деревню.

## История
Упоминается в 1503 году, как волость Пруды.
В 2024 году деревни Прудки-1 и Прудки-2 официально включены в черту деревни Прудки .

## Население
| 2010 |
| ---- |
| 199  |

## Достопримечательности
- Городище V – VII вв. н.э. на правом берегу реки Осепина. Раскапывалось в 1957 году.

## Инфраструктура
Личное подсобное хозяйство с зоной сельскохозяйственного использования, индивидуальная застройка усадебного типа.

## Транспорт
Автобусное сообщение с райцентром городом Починок и  столицей области Смоленском.